# CETME Ameli
Ameli (исп. Ametralladora ligera — ручной пулемёт) — испанский пулемёт под патрон 5,56×45 мм. 

## История
Разработан испанской компанией CETME, после завершения испытаний в 1982 году был принят на вооружение вооружённых сил Испании. Первые серийные пулемёты начали поступать в войска в 1983 году.

## Описание конструкции
Несмотря на то, что внешне пулемет напоминает уменьшенный MG3, автоматика его работает по принципу использования полусвободного затвора с роликовым торможением, что делает его конструктивно сходным с автоматическими винтовками производства этой же оружейной компании, а также с винтовкой G3, в свою очередь также разработанной на основе винтовок CETME.
Пулемёт может комплектоваться лентами на 100 и 200 патронов, упакованных в пластмассовые магазины (масса коробки со 100-патронной лентой составляет 1,55 кг, масса коробки с 200-патронной лентой - 3,1 кг).

## Страны-эксплуатанты
- Испания[1][2]
- Мексика[2]